# Airam Cabrera
Airam López Cabrera (Puerto de la Cruz, 21 ottobre 1987) è un calciatore spagnolo, attaccante svincolato.

## Carriera

### Club
Il 10 agosto 2016 viene acquistato a titolo definitivo dalla squadra cipriota dell'Anorthōsis.

## Palmarès

### Club

#### Competizioni nazionali
- Durand Cup: 1

FC Goa: 2021